# غصون الخالد
غصون الخالد هي مهندسة كويتية ومديرة مديري العمليات لشركة «أسيكو» الصناعية ورئيسة مجلس الإدارة لشركة المباني. وقع عليها الاختيار عام 2013، لتكون ضمن أقوى 100 امرأة عربية.

## نشأتها وتعليمها

شعار جامعة الكويت، حيث درست لولوة الحقوق

ولدت عام 1977 في بيت التجارة والأعمال في الكويت، متأثرة بشخصية والدها القيادية في العمل وفي الحياة فاتخذته مثالها الأعلى في كل شيء فتفوقت ونجحت في كل اختياراتها. وتقول عن والديها: «هو أب محافظ جدًا ويحب التجمع العائلي كثيرا، فأصبحت علاقتنا بالوالد والوالدة عائلية بحتة، نخبرهما بكل شيء عملناه ومررنا به وإذا اخطأنا كانا يوجهاننا وينصحاننا وهذا الأسلوب الذي نشأنا عليه أطبقه مع أولادي حاليًا، لقد أعطاني والدي الثقة الكاملة وعلمني الصدق وعدم الكذب أبدًا، كما غرس فينا الأخلاق خصوصا عدم ظلم الآخرين، وهذه الاخلاقيات للأسف ندرت في مجتمعنا، وما غرسه والدانا في داخلنا لم نشعر بتميزنا فيه إلا عندما أخبرنا الموظفون في شركتنا أننا نختلف عن الإدارات في الشركات الأخرى، حيث نتمتع بالمصداقية وعدم ظلم أي موظف، فلا نقطع رزق أي موظف حتى لو أغلقنا فرعًا من الشركات ننقل الموظفين لشركات أخرى». وعندما تخرجت غصون في الثانوية، أحببت التخصص بالطب، لكن والدتها نصحتها بعدم التخصص فيه، وكان والدها ينصحها أن تكون مهندسة لأن المهندسة تستطيع العمل في الهندسة وفي إدارة الأعمال، وفي الشركات الاستثمارية؛ لذا طلب منها أن تعمل في شركة «أسيكو» خاصتهم. وعندما قررت التخصص بالهندسة ودخلت الجامعة استمتعت بدراستها كثيراً، ومن ثم قررت إكمال دراستها والحصول على ماجستير إدارة الأعمال من في كاليفورنيا بالولايات المتحدة الأميركية، كما عملت مدرّسة ودرسّت خمسين أميركيًا هناك، وهذا ما زادها خبرة واستمتاعاًَ. حصلت على البكالوريوس في الهندسة المدنية في جامعة الكويت ثم الماجستير في علوم البناء والتشييد في كاليفورنيا في الولايات المتحدة الاميركية ومن ثم حازت على ماجستير إدارة الأعمال في مجال البناء.

## الحياة الوظيفية
كان درب الهندسة المدنية مسلكها، وقاعدة أساسية لانطلاقها في حياتها المهنية من أي موقع كان، فنصّبت في موقع إداري في شركة «أسيكو» للصناعات وأثبتت كفاءتها رغم صغر سنّها، خصوصا في خبراتها ومؤهلاتها العلمية والعملية، ودخلت ضمن قائمة أقوى مائة امرأة عربية أثرت في محيطها المهني وطورته بإبداعها للأفضل.

## تشجيع ومثابرة
تتحدث غصون عن زوجها قائلة: "زوجي يحب المرأة التي تعمل ولديها طموحات وذكية، فشجعني كثيراً ودعمني منذ زواجنا وهو يعرف أنني خجولة بطبعي في مواقف بعيدة عن جو العمل، فمثلًا إذا استضافتني محطة تلفزيونية أخجل من التحدث عن نفسي وعن إنجازاتي، وهو بدوره يشجعني ويطلب مني عدم الخجل". وتقول عن والدة زوجها بأنها: "هي الوزيرة السابقة الدكتور نورية الصبيح التي ربت خمسة أولاد أفضل وأحسن تربية ووصلوا لأفضل المواقع المهنية، وكانت تحدثني عما تمر به من عقبات وصعوبات في عملها الوزاري، ونصحتني كثيرا وأخذت منها كامرأة خبرتها القيادية في العمل فهي النموذج القيادي الناجح بالنسبة لي في العمل وكأم". وعن والدها تقول: "والدي أعتبره مثلي الأعلى والمنهل الأساسي للخبرة المهنية التي احتاجها دوماً". ويشار إلى أن زوج غصون يعمل مهندسًا مدنيًا، وأسس شركته للمقاولات ولإدارة الإعلانات ولديه تجارته الحرة، لذا فهما مندمجان كثيراً في الحديث عن عملهما الهندسي والآخذ بآراء كل منهما الآخر".

## أقوى امرأة

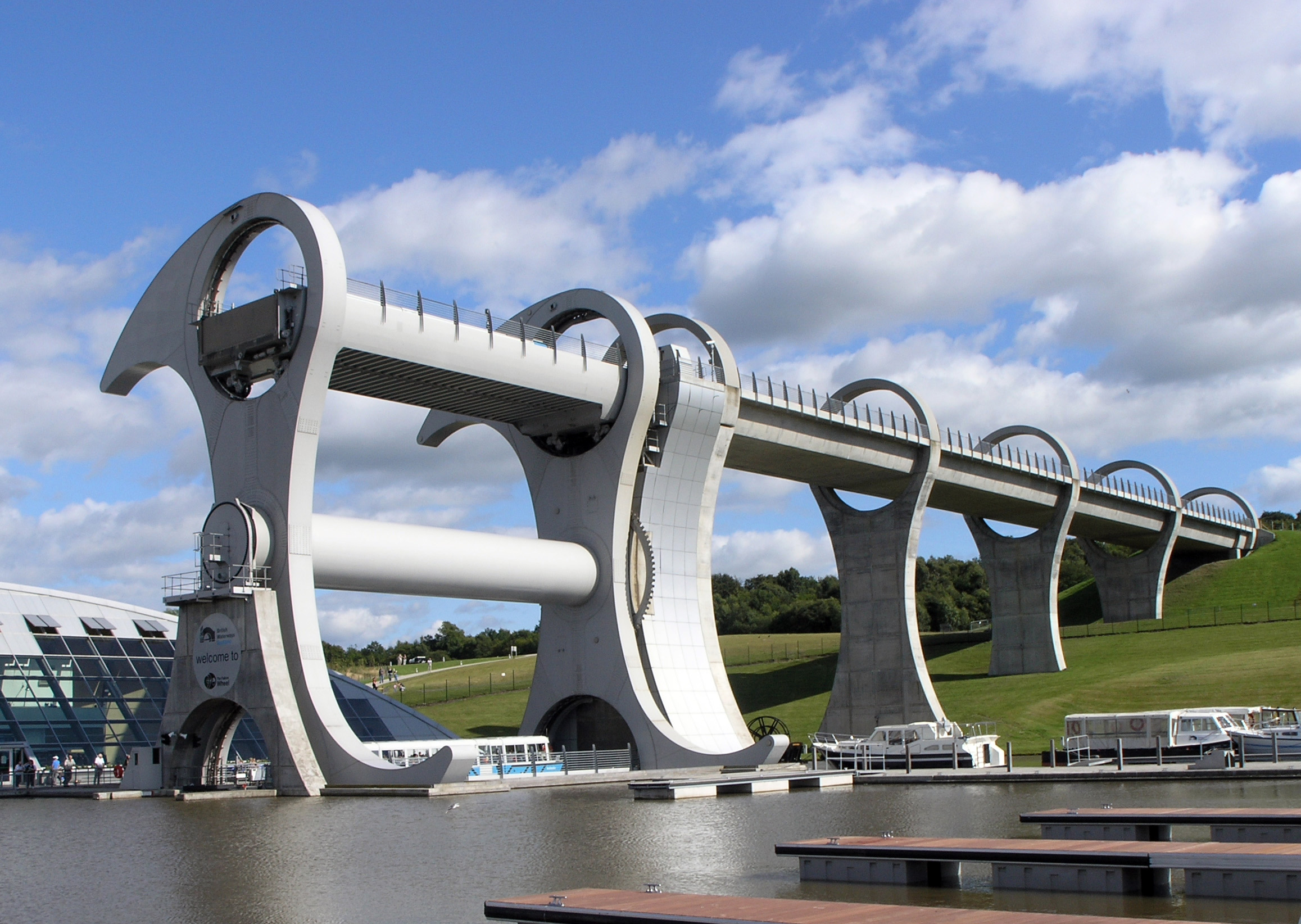
صورة معبرة عن مجال الهندسة المدنية

اختيرت مديرة مديري العمليات لشركة أسيكو للصناعات رئيس مجلس الإدارة لشركة المساكن العربية للتطوير العقاري المهندسة غصون الخالد لتكون ضمن قائمة أقوى 100 امرأة عربية والتي تصدرها مجلة CEO.
وعبرت الخالد عن سعادتها لأن يتم اختيارها ضمن هذه القائمة حيث قالت: «أنا سعيدة أن أكون ضمن هذه القائمة لأن هذا يعزز من دور المرأة الكويتية وينم هذا الاختيار عن مدى الجهد الذي بذلته المرأة الكويتية لتحقيق إنجازات مهمة ونوعية في المجالين الصناعي والإنشائي. وهنا أتوجه بالشكر العميق للجنة المنظمة ولجميع المعنيين بهذه القائمة».
وتميزت الخالد على وجه الخصوص في إدارة المشاريع الصناعية والتطوير العقاري حيث تمتلك الكفاءة والقدرة على القيادة واتخاذ القرارات الضرورية في اللحظات الحاسمة.

## الحياة الشخصية
غصون متزوجة لمهندس، ولديها طفلان: عبد العزيز عمره ثلاث سنوات، وغسان عمره سنة وثلاثة أشهر. تحرص غصون على ممارسة الرياضة دائماً وتحب الركض جدًا؛ وتمتلك في منزلها نادياً رياضياً مصغرا وتلعب الرياضة مع أولادها. ومن أهم هواياتها السباحة والغوص مع زوجها في البحر.

## الأزمة المالية
تخطت شركة أسيكو بقيادة غصون الخالد الأزمة المالية بنجاح ولم تعاني من أي عراقيل أو مشاكل؛ إذ شهدت بدايات عام 2009 ذروة الأزمة المالية العالمية وأصعب مراحلها بسبب التراجع الكبير لقيمة الأدوات النقدية وانخفاض أسعار النفط عالمياً لأقل مستوياتها، مما ولد أزمة بين المؤسسات وخاصة التمويلية منها، ولكن سرعان ما اتخذت الإدارة العليا لشركة أسيكو للصناعات الاجراءات التصحيحية والوقائية للتعامل مع تحديات السوق، حيث قامت بوضع خارطة طريق للتعامل مع الأزمة المالية من خلال تحديد قطاعات الشركة التي تأثرت بها ومراكز التأثر، ومن ثم قامت بالتركيز على القطاعات التي لم تتأثر بالأزمة لتعزيزها والقطاعات المتأثرة لمساندتها للوقوف أمام تداعياتها، حيث تم التركيز على قطاع الصناعة بشكل أساسي وتم تطوير قوائم تدفقات نقدية مستقبلية وربطها بخطط وموازنات مستقبلية للعمليات ومتابعة تحقيقها بشكل مكثف ومتواصل ما انعكس إيجاباً على أرباح أسيكو للصناعات ومكنها من تحقيق إيرادات عالية وأرباح تشغيلية. إلى جانب ذلك، قامت الإدارة العليا بالتركيز على قطاع المقاولات باعتباره الأكثر تأثراً بين قطاعات الشركة بالأزمة المالية، حيث تم وضع سياسات فعالة ومتحفظة للتسعير ونوعية العملاء المستهدفين للحد من تأثير الأزمة المالية على هذا القطاع الحيوي.
وتهدف غصون إلى جعل الشركة علامة تجارية عالمية من خلال تنويع الأنشطة والاعتماد على الذات، وتحقيق وعودها للعملاء وفقاً لاستراتيجية راسخة ودون التأثير على الجودة.